# Гавриловка (Сарактаський район)
Гаври́ловка (рос. Гавриловка) — село у складі Сарактаського району Оренбурзької області, Росія.

## Населення
Населення — 559 осіб (2010; 579 у 2002).
Національний склад (станом на 2002 рік):
- росіяни — 78 %